# Tour de France 2006/7. Etappe
Die 7. Etappe der Tour de France 2006 führte die Fahrer am 8. Juli über 52 km von Saint-Grégoire nach Rennes und war sogleich das erste von zwei Einzelzeitfahren.
Die ersten 33 Kilometer durch das Umland von Rennes, bis zur Verpflegungsstelle in Saint-Gilles, wiesen ein leicht welliges, aber anspruchsloses Profil auf. Auf den folgenden 19 km war das Terrain flach. Jedoch war die Strecke sehr windanfällig. Die Zwischenzeitmesspunkte lagen bei km 16,5 in Gévezé, km 36,5 in L’Hermitage und bei km 46,3 in der Nähe der Universität von Rennes.
Als erster Fahrer ging um 10:48 Uhr Sébastien Joly von La Française des Jeux, damals 171. und Letzter im Gesamtklassement mit bereits 36:26 min Rückstand auf den Führenden Tom Boonen, an den Start. Boonen ging als letzter Starter um 16:28 Uhr auf die Strecke.
Die erste wirkliche Richtzeit setzte wie schon beim Prolog der deutsche Zeitfahrmeister Sebastian Lang vom Team Gerolsteiner mit 1:02:47 h. Diese Zeit hatte während rund zweieinhalb Stunden Bestand. Zeitfahrspezialist Serhij Hontschar, der bei allen Zwischenzeitmessungen deutlich in Führung lag, unterbot Langs Bestzeit um 1:04 min auf 1:01:43 h. Damit sicherte er sich nicht nur den Etappensieg, sondern auch das Gelbe Trikot. Kurze Zeit nach Hontschar unterbot auch Floyd Landis Langs Zeit um wenige Sekunden. Landis hatte jedoch wie schon beim Prolog Pech, da er aufgrund eines Defektes an seiner Zeitfahrmaschine selbige wechseln musste und so wiederum wertvolle Sekunden verlor.
Bei den Tourfavoriten enttäuschten allen voran Levi Leipheimer und Damiano Cunego, die 6:06 min bzw. 6:35 min auf den Tagessieger verloren, auch Georg Totschnig verlor 4:00 min. Mit Bobby Julich, der ausgangs eines Kreisverkehrs wegrutschte und auf eine Bordsteinkante stürzte, musste ein weiterer Mitfavorit das Rennen kurz nach dem Start (1,5 km) aufgeben.
Kurioses geschah Beat Zberg, der acht Kilometer lang mit einem platten Vorderreifen fuhr, da sein Team kein Ersatzrad dabei hatte. Erst einen Kilometer vor dem Ziel wurde er von einem anderen Fahrer überholt und konnte sich von dessen Mannschaft ein Rad borgen.

## Aufgaben
- 11  Bobby Julich – während der Etappe, Kahnbeinbruch in der rechten Hand nach Sturz

## Zwischenstände

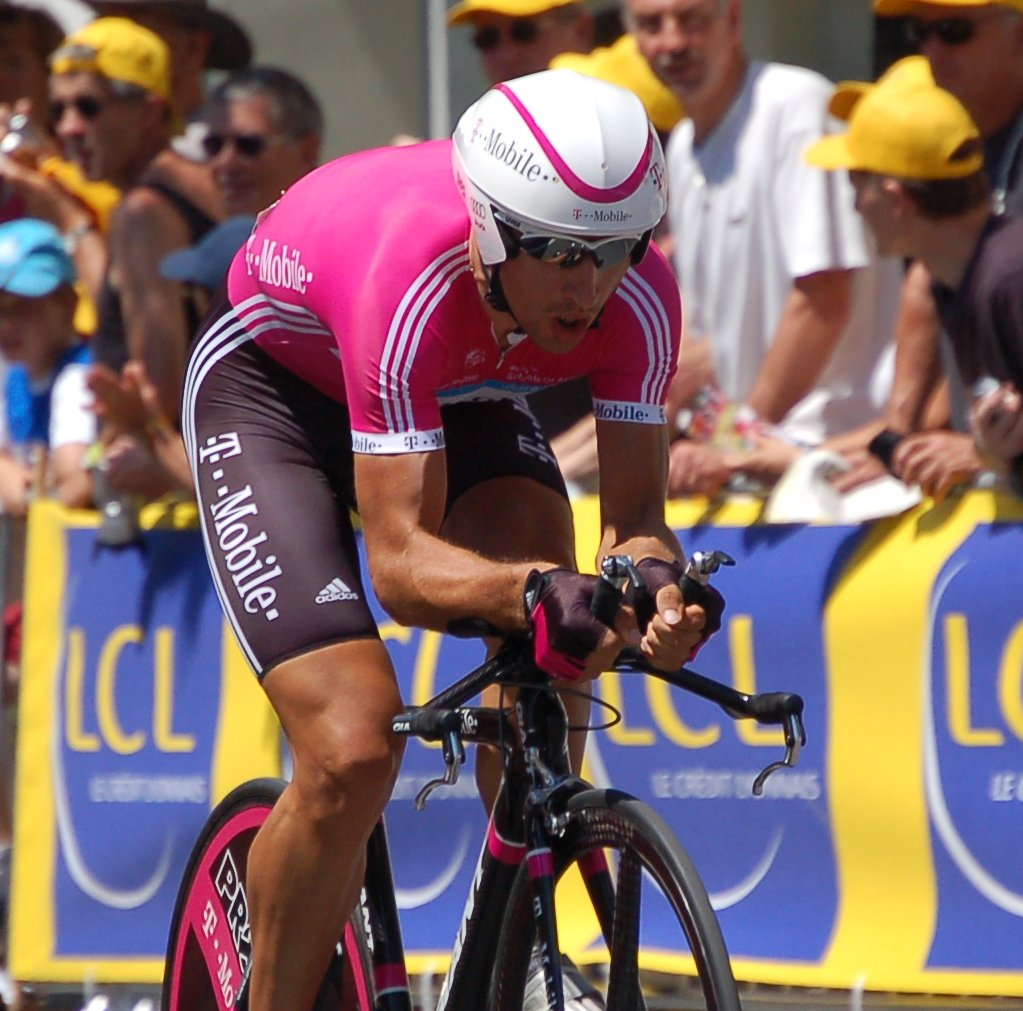
Serhij Hontschar, der Sieger des Einzelzeitfahrens

1. Zwischenzeitmesspunkt in Gévezé (16,5 km)
| Erster   | Serhij Hontschar | 19:37 min  |
| Zweiter  | Floyd Landis     | + 0:17 min |
| Dritter  | Andreas Klöden   | + 0:22 min |
| Vierter  | Markus Fothen    | + 0:29 min |
| Fünfter  | Denis Menschow   | + 0:30 min |
| Sechster | Patrik Sinkewitz | + 0:31 min |
| Siebter  | David Zabriskie  | + 0:37 min |
| Achter   | Eddy Mazzoleni   | + 0:38 min |
| Neunter  | Cadel Evans      | + 0:38 min |
| Zehnter  | Wladimir Karpez  | + 0:42 min |

2. Zwischenzeitmesspunkt in L’Hermitage (36,5 km)
| Erster   | Serhij Hontschar    | 43:50 min  |
| Zweiter  | Floyd Landis        | + 0:42 min |
| Dritter  | Denis Menschow      | + 1:03 min |
| Vierter  | Gustav Erik Larsson | + 1:03 min |
| Fünfter  | Sebastian Lang      | + 1:11 min |
| Sechster | Andreas Klöden      | + 1:15 min |
| Siebter  | Michael Rogers      | + 1:16 min |
| Achter   | Joost Posthuma      | + 1:19 min |
| Neunter  | Eddy Mazzoleni      | + 1:20 min |
| Zehnter  | Markus Fothen       | + 1:22 min |

3. Zwischenzeitmesspunkt in Rennes (46,3 km)
| Erster   | Serhij Hontschar    | 55:09 min  |
| Zweiter  | Floyd Landis        | + 0:57 min |
| Dritter  | Sebastian Lang      | + 1:12 min |
| Vierter  | Michael Rogers      | + 1:23 min |
| Fünfter  | Gustav Erik Larsson | + 1:27 min |
| Sechster | Denis Menschow      | + 1:29 min |
| Siebter  | Markus Fothen       | + 1:34 min |
| Achter   | Andreas Klöden      | + 1:35 min |
| Neunter  | Patrik Sinkewitz    | + 1:37 min |
| Zehnter  | Joost Posthuma      | + 1:40 min |

- Siehe auch: Fahrerfeld